# 史賓塞·托克爾森
史賓塞·艾諾克斯·托克爾森（英語：Spencer Enochs Torkelson，1999年8月26日—），為美國職棒大聯盟的一壘手及三壘手，目前效力於底特律老虎。他是2020年大聯盟選秀的選秀狀元。

## 職業生涯

### 小聯盟
2020年大聯盟選秀，老虎在首輪第一指名選進托克爾森。6月30日，他以841萬6300美元加盟老虎隊，寫下選秀會簽約金的紀錄。
2021年，托克爾森從高階1A出發。他在那裡繳出3成12的打擊率後，在6月中升上2A。同月，他入選全明星未來之星賽。8月15日，托克爾森升上3A。他在3A的打擊率為2成38，並敲出11轟與27分打點。球季結束後，他加入亞利桑那秋季聯盟繼續訓練。

### 底特律老虎
2022年4月2日，老虎隊宣布托克爾森將進入大聯盟開幕戰先發名單內。他在4月12日敲出大聯盟首安，並在隔日擊出大聯盟首轟。7月中，他因為打擊低迷被下放3A調整。整季他的打擊率為2成03。

## 外部連結
- 球員資訊和成績在MLB，ESPN（英文）

| 前任： 艾德利·拉奇曼 | 大聯盟選秀狀元 2020年 | 繼任： Henry Davis |